# 930 Westphalia
930 Westphalia
930 Westphalia là một tiểu hành tinh bay quanh Mặt Trời.